# Panamá en los Juegos Olímpicos de Seúl 1988
Panamá estuvo representado en los Juegos Olímpicos de Seúl 1988 por seis deportistas masculinos que compitieron en tres deportes.
El portador de la bandera en la ceremonia de apertura fue el nadador Manuel Gutiérrez. El equipo olímpico panameño no obtuvo ninguna medalla en estos Juegos.